# Rosalie Varda
 (février 2023).
Il peut être nécessaire de l'améliorer pour respecter le principe de neutralité de point de vue. Veuillez consulter la page de discussion pour plus de détails.

Rosalie Varda, ou Rosalie Varda-Demy, née le 28 mai 1958 à Paris, est une créatrice de costumes et directrice artistique française.
Costumière pour le cinéma, le théâtre et l'opéra, elle est directrice artistique notamment pour la société Ciné-Tamaris. Commissaire d'exposition.

## Biographie

### Famille

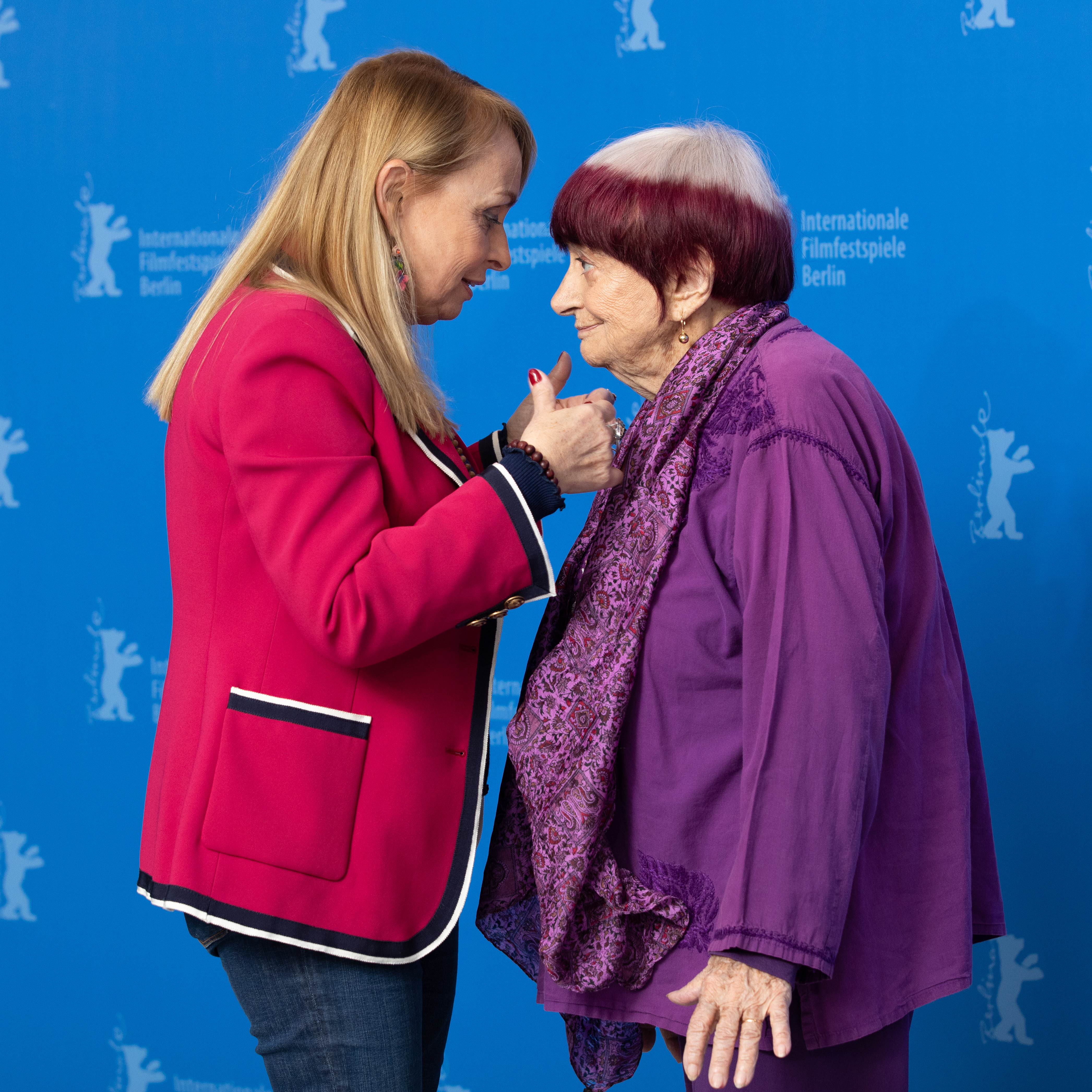
Rosalie Varda et sa mère Agnès Varda (Berlinale 2019).

Rosalie Varda est la fille d'Agnès Varda et d'Antoine Bourseiller et la fille adoptive de Jacques Demy, elle est la demi-sœur du comédien Mathieu Demy (même mère) et la demi-sœur de la torera Marie Sara (même père). Elle a été mariée avec le producteur Dominique Vignet dont elle a eu trois enfants : Valentin, Augustin et Corentin.

### Carrière
Après des études à l'École du Louvre, et une formation en haute couture au Studio Berçot, Rosalie Varda a dessiné des costumes, au cinéma, notamment pour Jacques Demy, Jean-Luc Godard, Samuel Fuller, René Allio, Yves Boisset, Agnès Varda...
Responsable au festival de Cannes, des  créations  des espaces de rencontre des personnalités invitées de  2000 à 2019 .
Au sein de la société familiale de production et de distribution, Ciné-Tamaris, Rosalie Varda  et son demi-frère Mathieu Demy sont chargés du fonds cinématographique et des archives photographiques de leurs parents Agnès Varda et Jacques Demy .
Elle est membre du collectif 50/50 qui a pour but de promouvoir l’égalité des femmes et des hommes et la diversité sexuelle et de genre dans le cinéma et l’audiovisuel,.

## Créatrice de costumes

### Cinéma
- 1979 : Lady Oscar de Jacques Demy (assistante)
- 1980 : La Naissance du jour  de Jacques Demy (téléfilm)
- 1982 : Passion de Jean-Luc Godard
- 1982 : Une chambre en ville de Jacques Demy
- 1984 : Les Voleurs de la nuit de Samuel Fuller
- 1984 : Le Matelot 512 de René Allio
- 1985 : Parking de Jacques Demy
- 1986 : Bleu comme l'enfer d'Yves Boisset
- 1988 : Trois places pour le 26 de Jacques Demy
- 1995 : Les Cent et Une Nuits de Simon Cinéma d'Agnès Varda
- 2001 : Le Plafond de Mathieu Demy
- 2003 : Le Lion volatil d'Agnès Varda
- 2011 :  Americano de Mathieu Demy

### Théâtre
- 1982 : L'Escalier de Charles Dyer, mise en scène Yves Robert
- 1986 : Un chapeau de paille d'Italie mise en scène de Bruno Bayen
- 1987 : Œdipe à Colone de Sophocle, mise en scène Bruno Bayen
- 1992 : La Dame de chez Maxim de Georges Feydeau, mise en scène Alain Françon
- 1998 : Phèdre de Racine, mise en scène d'Antoine Bourseiller

### Opéra
- 1986 : Butterfly
- 1988 : Idoménée
- 1989 : Tristan et Isolde
- 1989 : Orphée aux Enfers
- 1990 : La Vie parisienne
- 1991 : Pelléas et Mélisande
- 1992 : Mireille
- 1993 : Carmen
- 1995 : Lohengrin
- 1995 : Candide
- 1996 : Macbeth
- 1997 : Le Pays du sourire
- 1998 : La Voix humaine
- 1999 : L'Homme de la Mancha
- 2000 : Le Voyage à Reims
- 2000 : L'Île du rêve
- 2003 : Don Pasquale
- 2005 : Les Huguenots
- 2008 : Le Chanteur de Mexico de Francis Lopez, mise en scène Jacques Duparc
- 2009 : Cavalleria rusticana de Pietro Mascagni, mise en scène Jean-Claude Auvray
- 2009 : Pagliacci de Ruggero Leoncavallo, mise en scène Jean-Claude Auvray
- 2010 : Mireille de Charles Gounod, mise en scène Robert Fortune
- 2016 : Madame Butterfly, mise en scène Nadine Duffaut

## Actrice
- 1964 : Les Parapluies de Cherbourg de Jacques Demy : Françoise Cassard
- 1967 : Oncle Yanco, court métrage d'Agnès Varda : elle-même
- 1973 : L'Événement le plus important depuis que l'homme a marché sur la Lune de Jacques Demy : une spectatrice à Bobino
- 1975 : Daguerréotypes, téléfilm documentaire d'Agnès Varda : elle-même
- 1977 : L'une chante, l'autre pas d'Agnès Varda : Marie
- 1995 : L'Univers de Jacques Demy, documentaire long métrage d'Agnès Varda : elle-même
- 2008 : Il était une fois... Les Parapluies de Cherbourg, téléfilm documentaire de Marie Genin : elle-même
- 2008 : Les Plages d'Agnès, documentaire long métrage d'Agnès Varda : elle-même

## Productrice de films
- 2015 : Les Trois boutons : un film réalisé par Agnès Varda - WOMEN's TALES Miu Miu
- 2017 : Visages, villages, un film réalisé par Agnès Varda et JR :
  - sélection officielle hors compétition Festival de Cannes 2017
  - sélection Best documentary Academy awards oscar 2018, États-Unis
  - sélection Césars 2018, France
- prix L'Œil d'or au Festival de Cannes 
  - prix Film indépendant Spirit Award 2018, États-Unis
  - Prix Lumière 2018, France
- 2018 : Varda by Agnès, sélection Festival de la Berlinale 2019
- 2023 : Tehachapi, un film écrit et réalisé par JR

## Décorations
- Officière de l'ordre des Arts et des Lettres (2014)[6].
- Chevalière de la Légion d'honneur (2020)[7]

## Ouvrages
- Une histoire de sœurs : les demoiselles de Rochefort, 2017 livre d'Elsa et Natacha Wolinski - directrice artistique
- Il était une fois Peau d'Âne, Éditions de La Martinière, 2020 livre écrit avec Emmanuel Pierrat
- La maison de Rosalie, Éditions Sébastien Moreu / Atelier Daguerre, 2020 livre sur les œuvres de Valentine Schlegel
- Calder Richier Schlegel Szekely, Éditions / Atelier Daguerre, 2020